# Poliedro de Caracas

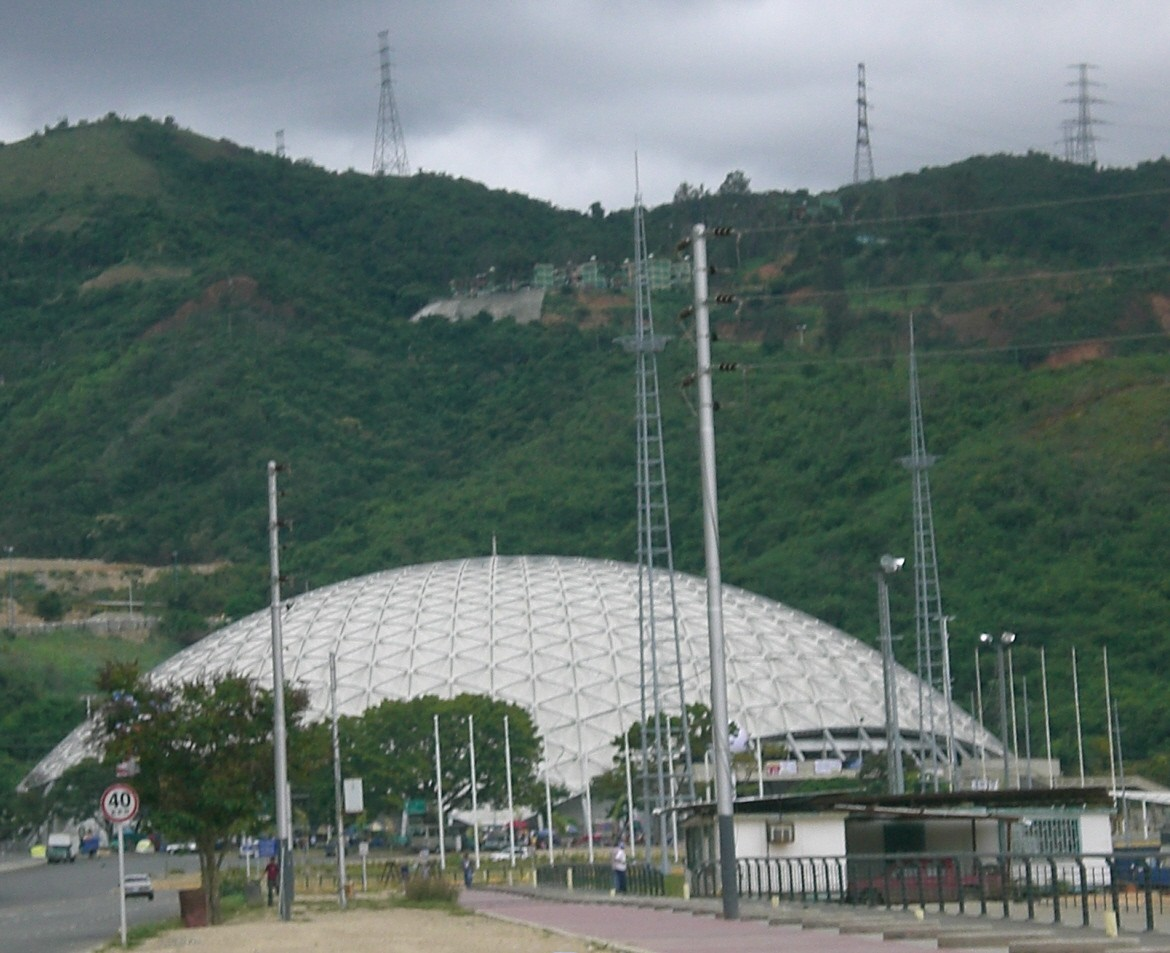
Poliedro de Caracas, localizado na capital da Venezuela.

O Poliedro de Caracas é um gabinete projetado e construído para sediar eventos e entretenimento, localizado ao sul da cidade de Caracas, Venezuela criado em 1974.